# Rhinotyphlops
Rhinotyphlops är ett släkte av ormar. Rhinotyphlops ingår i familjen maskormar.
Arterna är med en längd omkring 30 cm små ormar. De förekommer i östra och södra Afrika. Individerna gömmer sig oftast i jordhålor. De äter myror och termiter. Honor lägger ägg.
Arter enligt Catalogue of Life:
- Rhinotyphlops acutus
- Rhinotyphlops anomalus
- Rhinotyphlops boylei
- Rhinotyphlops crossii
- Rhinotyphlops episcopus
- Rhinotyphlops feae
- Rhinotyphlops lalandei
- Rhinotyphlops leucocephalus
- Rhinotyphlops newtoni
- Rhinotyphlops nigrocandidus
- Rhinotyphlops praeocularis
- Rhinotyphlops schinzi
- Rhinotyphlops schlegelii
- Rhinotyphlops schmidti
- Rhinotyphlops simonii
- Rhinotyphlops stejnegeri

The Reptile Database listar bara 7 arter i släktet. De andra flyttades till det nya släktet Afrotyphlops.